# 리플리컨트 (운영체제)

로고

리플리컨트(Replicant)는 모든 독점 안드로이드 구성 요소를 자유 소프트웨어 대응 요소로 대체하려는 안드로이드 모바일 플랫폼 기반의 자유 운영체제(OS)이다. 여러 스마트폰과 태블릿 컴퓨터에서 사용할 수 있다. 이는 안드로이드와 동일한 프로그래밍 언어로 작성되었다(간접적으로 분기됨). 수정 사항은 대부분 C 언어로 이루어졌다. 변경 사항은 대부분 리눅스 커널 및 이를 사용하는 드라이버와 같은 OS의 하위 수준 부분에 적용된다.
리플리컨트(Replicant)라는 이름은 블레이드 러너 영화에 등장하는 가상의 리플리컨트 안드로이드에서 유래되었다. 리플리컨트는 자유 소프트웨어 재단과 부분적으로 NLnet의 후원 및 지원을 받는다.

## 같이 보기
- 커스텀 안드로이드 배포판 목록